# Ministerio de Turismo de la República Dominicana
El Ministerio de Turismo de la República Dominicana (MITUR) es el ente regulador y catalizador del sector turístico en el país. Se encarga de planificar y fomentar las actividades de la industria turística, coordinar el desarrollo de las empresas hoteleras, regular el funcionamiento de los servicios turísticos y aumentar la producción turística del país mediante el fomento de construcción, financiamiento, mejoramiento y conservación del sector.
Tiene su origen en 1979 con la creación de la Secretaría de Estado de Turismo. Su sede se encuentra en Santo Domingo, en la Av. Cayetano Germosén, esq. Gregorio Luperón. Actualmente su ministro es David Collado, desde el 16 de agosto de 2020.
Cuenta con un portal de servicios, desde donde se puede acceder a otras páginas como la del Sistema de Inteligencia Turística, el servicio de solicitud de licencias, la Unidad Central de Trámites Turísticos, entre otras.

## Historia
La primera acción política tomada para regular el turismo en República Dominicana data de 1931, cuando se promulga una ley sobre automóviles para turistas. Más tarde, en 1934, se le asigna a la Secretaría de Estado de Comunicaciones y Obras Públicas la dirección de las actividades turísticas. Estas atribuciones pasarían posteriormente a la Secretaría de Estado de Industria y Comercio.
Para 1964, el país contaba con una Dirección General de Turismo, que en 1969 pasaría a depender directamente del Poder Ejecutivo y se convertiría en la Dirección Nacional de Turismo.
En 1979, la Ley n.º 84 decretó la creación de la Secretaría de Estado de Turismo con el objetivo de tener un organismo rector dotado de todos los recursos necesarios para implementar la estrategia oficial para el desarrollo y promoción del turismo.
1984 fue un año de gran desarrollo para esta oficina, ya que se dictaron varias regulaciones: sobre establecimientos hoteleros, sobre restaurantes, sobre negocios de alquiler de carros, sobre el transporte terrestre turístico, sobre las guías, sobre las agencias de viajes y sobre las tiendas de regalos. En 2001 se crea el Fondo Oficial de Promoción Turística y el Consejo de Fomento Turístico (CONFOTUR). En 2010, los cambios constitucionales transforman a este organismo en el Ministerio de Turismo.

## Estructura
Al igual que otros Ministerios dominicanos, el de Turismo se subdivide en los siguientes viceministerios:
- Viceministerio Administrativo
- Viceministerio Técnico
- Viceministerio de Cooperación Internacional
- Viceministerio de Gestión de Destinos
- Viceministerio de Fomento
- Viceministerio de Calidad de los Servicios Turísticos

## Dependencias
El Ministerio de Turismo cuenta con dos organismos dependientes:
- Consejo de Fomento Turístico (CONFOTUR): se encarga de propiciar el desarrollo de la industria turística para los polos de escaso desarrollo y nuevos polos en provincias y localidades de gran potencialidad.
- Comité Ejecutor de Infraestructuras de Zonas Turísticas (CEIZTUR): elabora los planes generales para la infraestructura en zonas turísticas.

## Oficinas de Promoción Turística
Con el objetivo de promover el turismo en todo el país, el Ministerio cuenta con una red de oficinas de promoción turística.
| - Azua - Baní - Barahona - Bávaro - Bayahibe - Boca Chica - Bonao - Cabarete - Constanza - Cotuí | - Dajabón - Duvergé - Higüey - Jarabacoa - La Romana - La Vega - Las Terrenas - Luperón - Mao - Monte Cristi | - Nagua - Neiba - Pedernales - Puerto Plata - Río San Juan - Samaná - San Cristóbal - San Pedro de Macorís - Santiago - Sosúa |

Asimismo, cuenta con una red de oficinas internacionales con un objetivo similar. Estas se encuentran en Países Bajos, Italia, Alemania, Francia, República Checa, Bélgica, Venezuela, Colombia, Puerto Rico, Canadá, Estados Unidos, México, Chile, Argentina y Brasil.